# Amailloux
Amailloux é uma comuna francesa na região administrativa da Nova Aquitânia, no departamento de Deux-Sèvres. Estende-se por uma área de 37,24 km². Em 2010 a comuna tinha 829 habitantes (densidade: 22,3 hab./km²).